# Jean-Laurent Cochet
Jean-Laurent Cochet (ur. 28 stycznia 1935 w Romainville, zm. 7 kwietnia 2020) – francuski aktor, reżyser filmowy. Najbardziej znany był z takich filmów, jak Tysiąc miliardów dolarów gdzie wcielił się w rolę Hartmanna i Fort Saganne jako Bertozza. Zmarł na skutek COVID-19 w okresie światowej pandemii tej choroby w wieku 85 lat. 